# Woking (Royaume-Uni)
Pour les articles homonymes, voir Woking.
Ne doit pas être confondu avec Wokingham.
Woking est un district et une ville importante dans le Surrey, au nord de Worplesdon à son tour au nord de Guildford, (Royaume-Uni).
L'usine de l'écurie McLaren et le siège social de la marque se trouvent sur la commune de Woking.
Les bureaux administratifs de l'ONG Plan International, coalition internationale (20 pays donateurs) qui agit pour rendre autonomes les enfants et les jeunes exclus vivant dans des zones d’extrême pauvreté, sont également situés à Woking.
La ville possède la plus ancienne mosquée d'Angleterre, liée à Shah Johan III. Dans ce qui est maintenant reconnu comme son propre village rural à l'extrême ouest, est le cimetière de Brookwood quasiment tentaculaire, très légèrement boisé, autrefois directement relié à un terminal mortuaire desservant Londres pour ceux qui pouvaient se permettre ses parcelles paisibles.
Il existe de nombreux terrains de golf autour de la ville ainsi que des spas, des hôtels et des restaurants.
Ce n'est qu'au début du XXe siècle que la plupart des rues de Woking ont été construites ou véritablement développées. L'ancien village est au sud et est à nouveau en grande partie moderne mais possède également quelques vieilles maisons assez grandes.
Certains immeubles sont de grande hauteur. La plupart des maisons sont du secteur privé et la grande majorité de la scolarisation de ce district lui-même est du secteur public.

## Politique énergétique
La première expérience de communauté autonome énergétiquement du Royaume-Uni fut mise en œuvre en 1991 au Woking Borough Council. Ce quartier de la ville de Woking, qui s'est doté de son propre réseau de transport d'électricité, est parvenu à une indépendance complète par rapport au réseau national.

## Sport
La ville héberge un club de football semi-professionnel.
L'écurie de Formule 1 McLaren, dont le siège social et l'usine sont basés à Woking, a proposé une idée de circuit pour accueillir la F1 dans les rues de la ville.

## Jumelages
- Rastatt, Allemagne
- Amstelveen, Pays-Bas
- Le Plessis-Robinson, France[3]

## Personnalités nées à Woking
- Richard Benson, né en 1955, musicien et acteur
- Kenneth Frampton, né en 1930, architecte et critique
- Paul Weller, né en 1958, musicien
- Duncan Wu, né en 1961, universitaire et biographe
- Sam Underwood, né en 1987, acteur
- Rick Parfitt, né en 1948, musicien

## Galerie

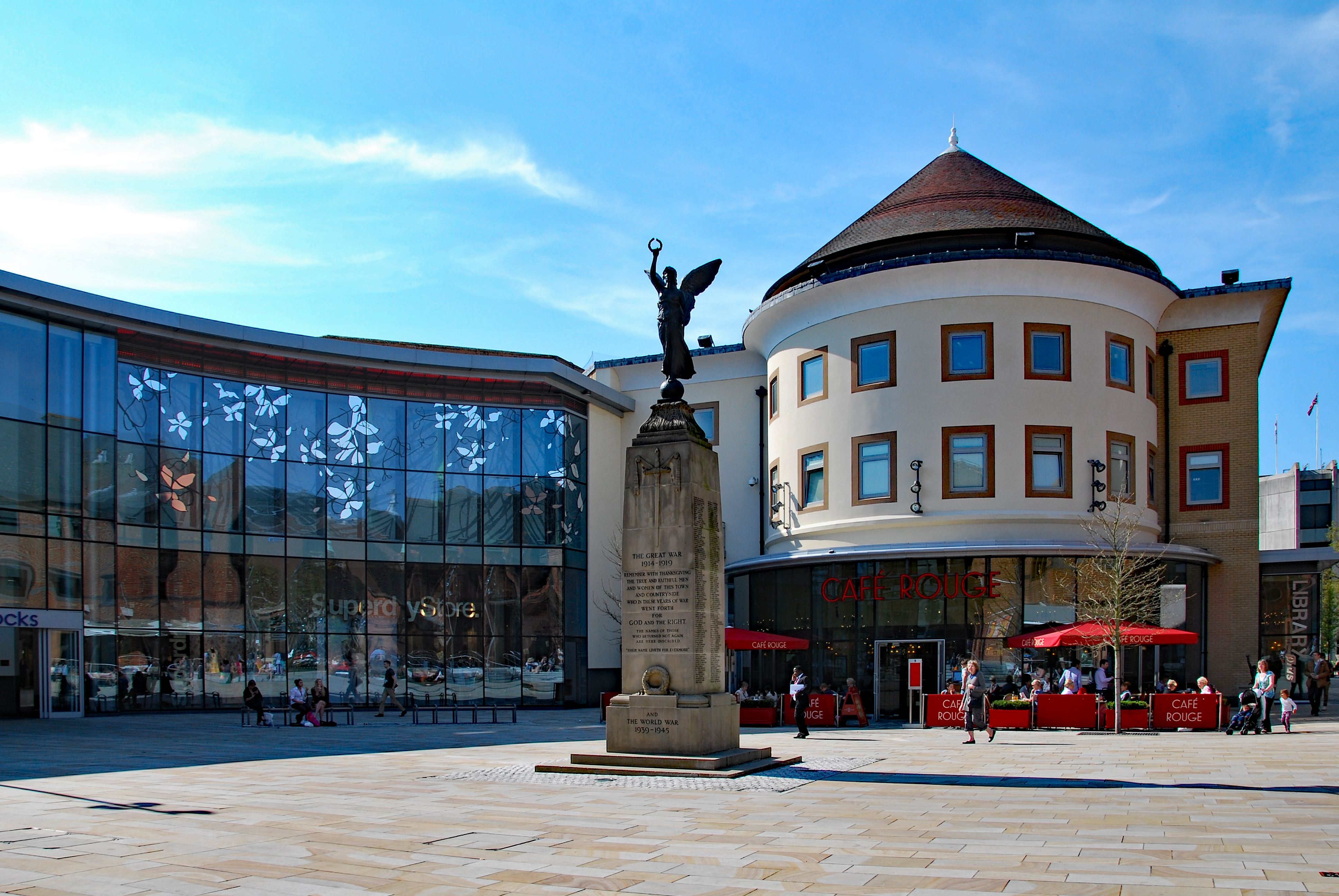
Le Monument de la Grande Guerre, Jubilee Square, à Woking.
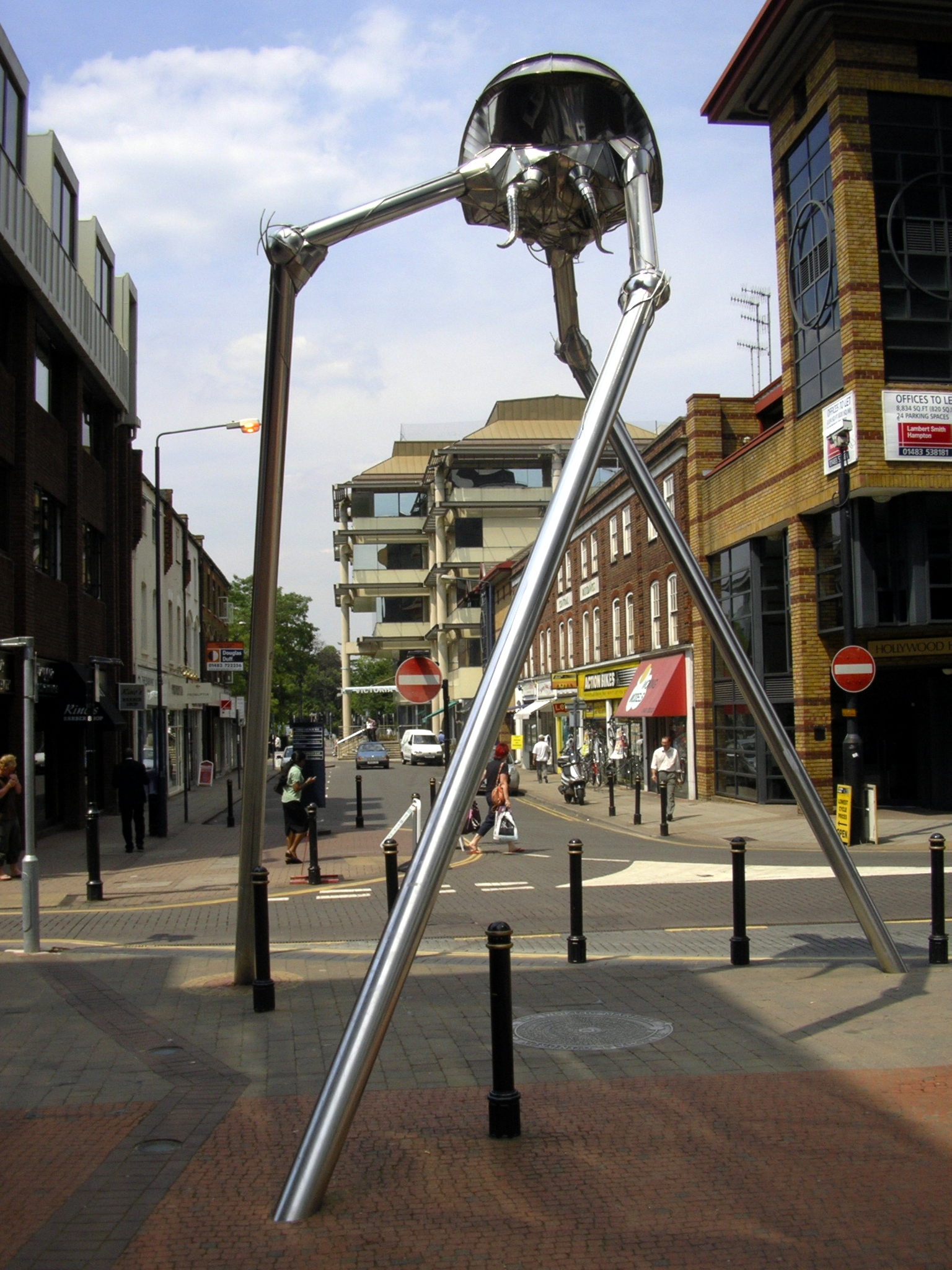
Sculpture inspirée du roman La Guerre des mondes de H. G. Wells.
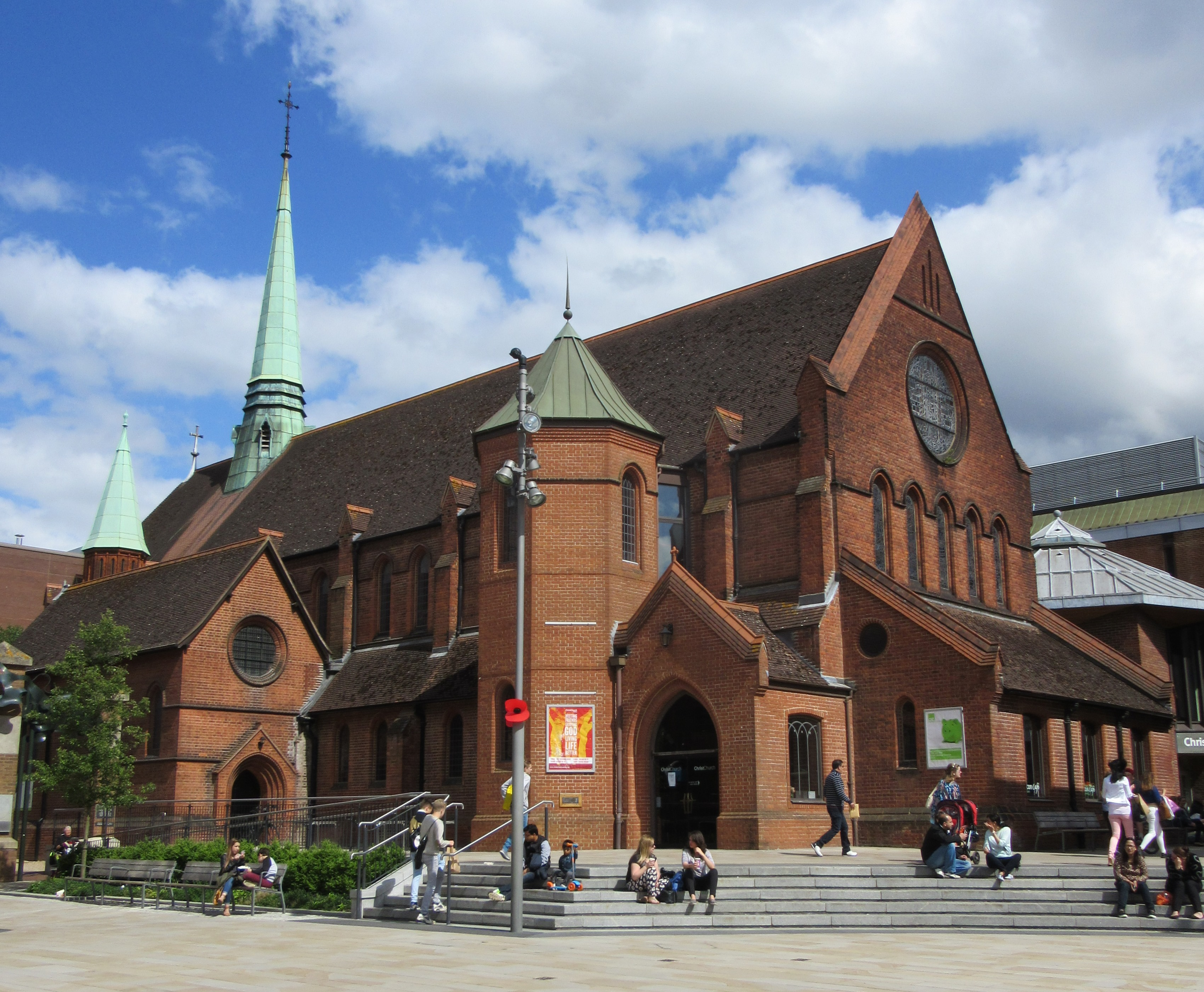
Christ Church, Town Square, à Woking.
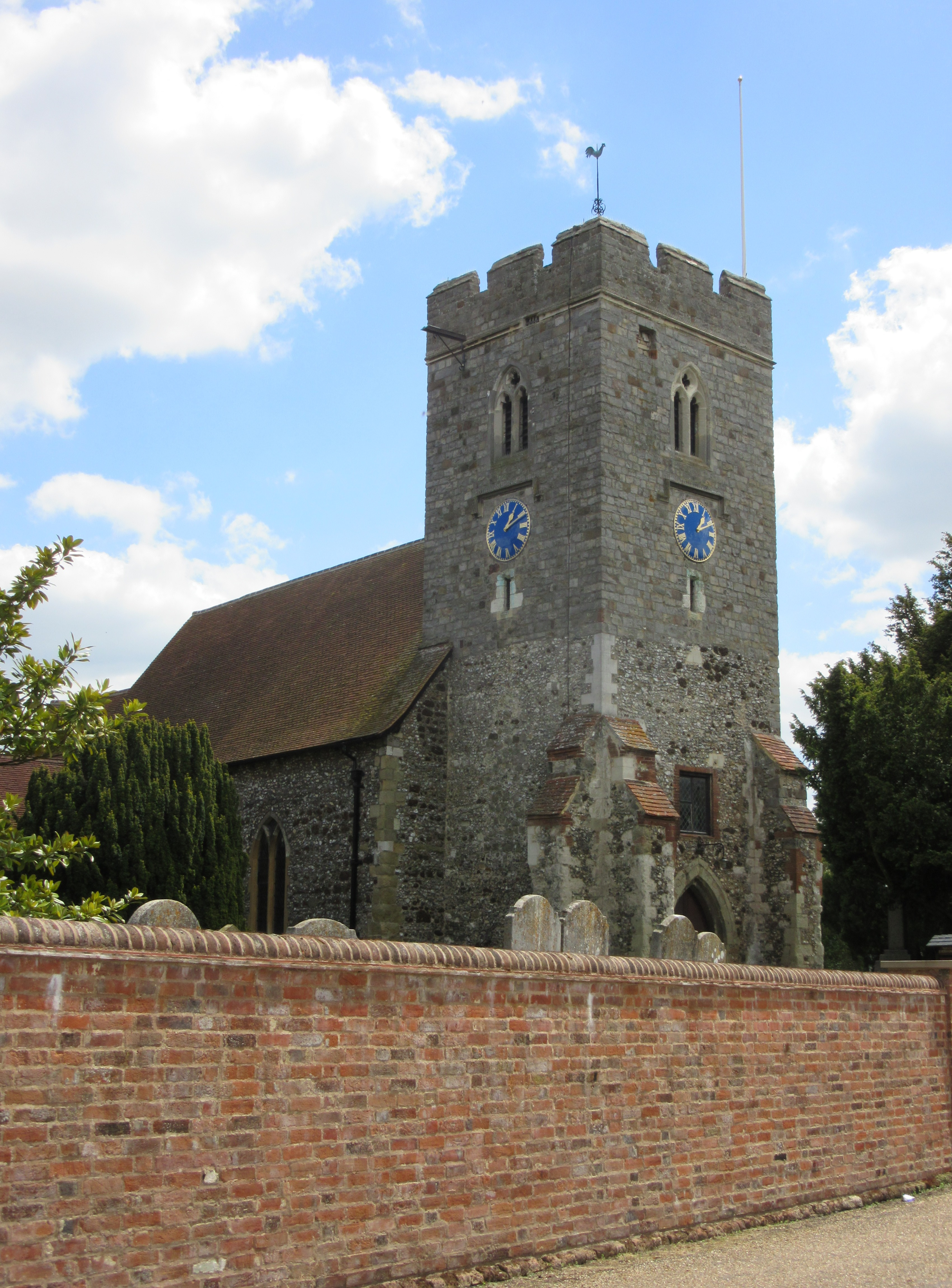
St Peter's Church, High Street, dans le vieux Woking.
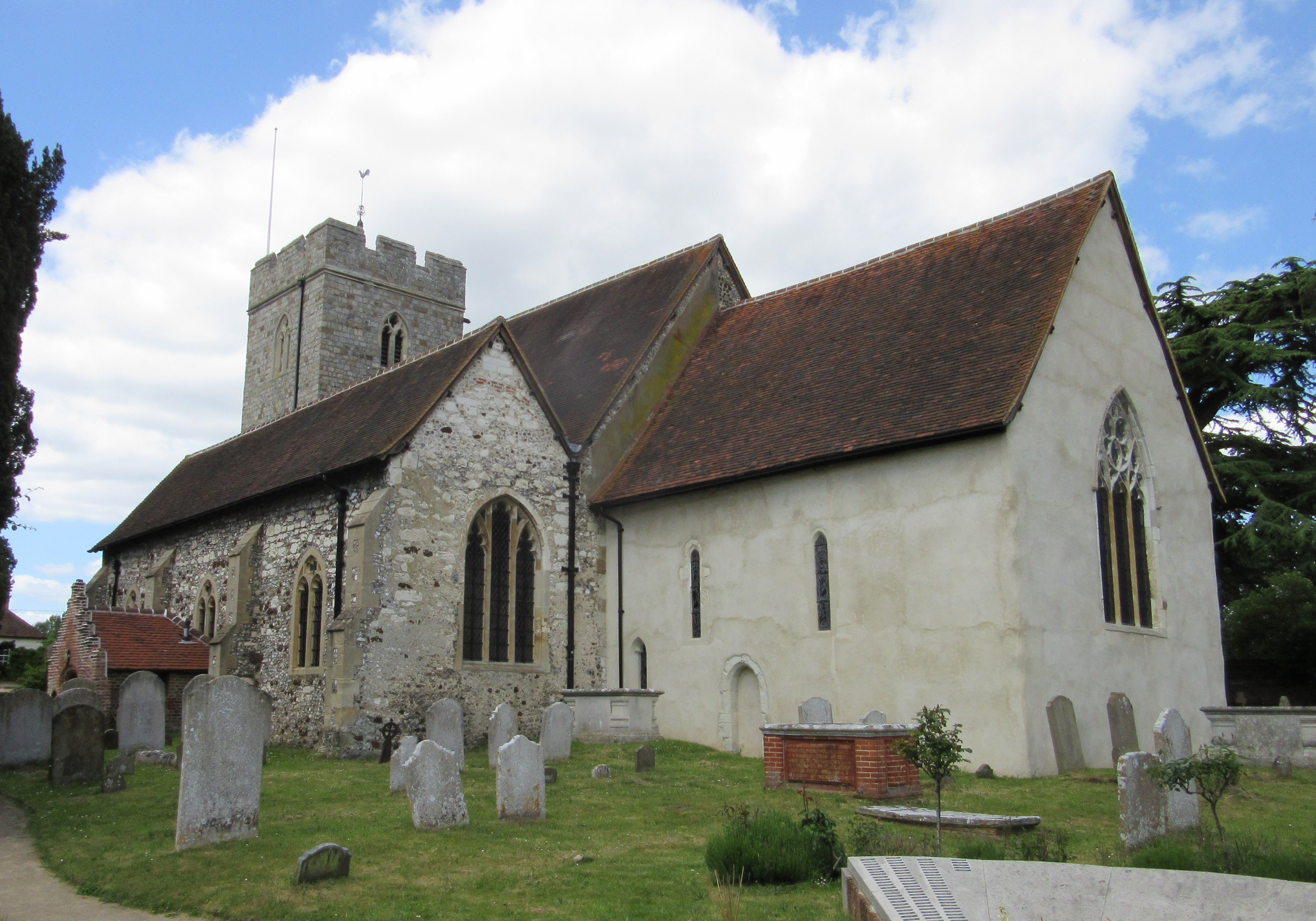
St Peter's Church, High Street, dans le vieux Woking.
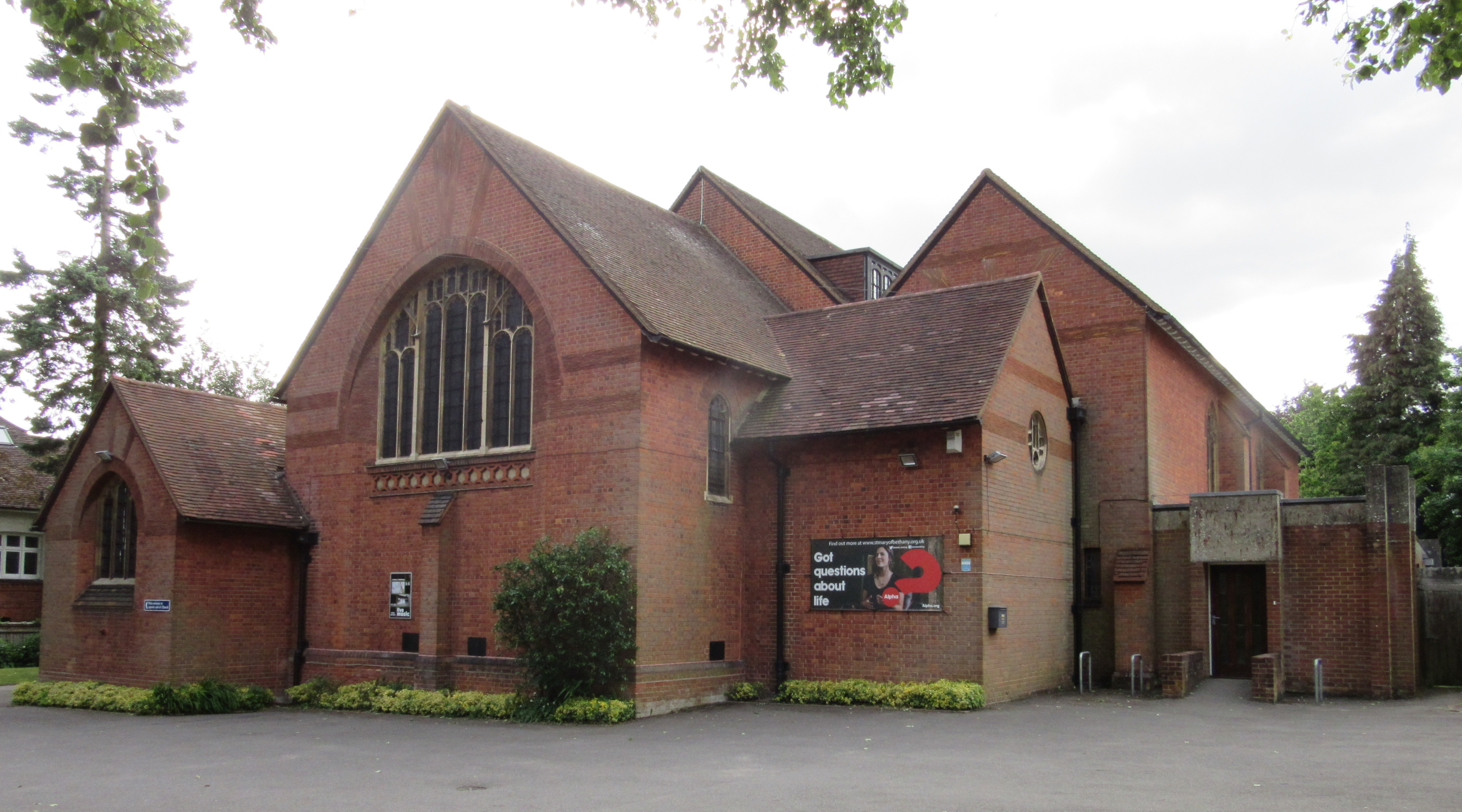
Église Sainte-Marie-de-Béthanie, Mount Hermon Road à Woking.
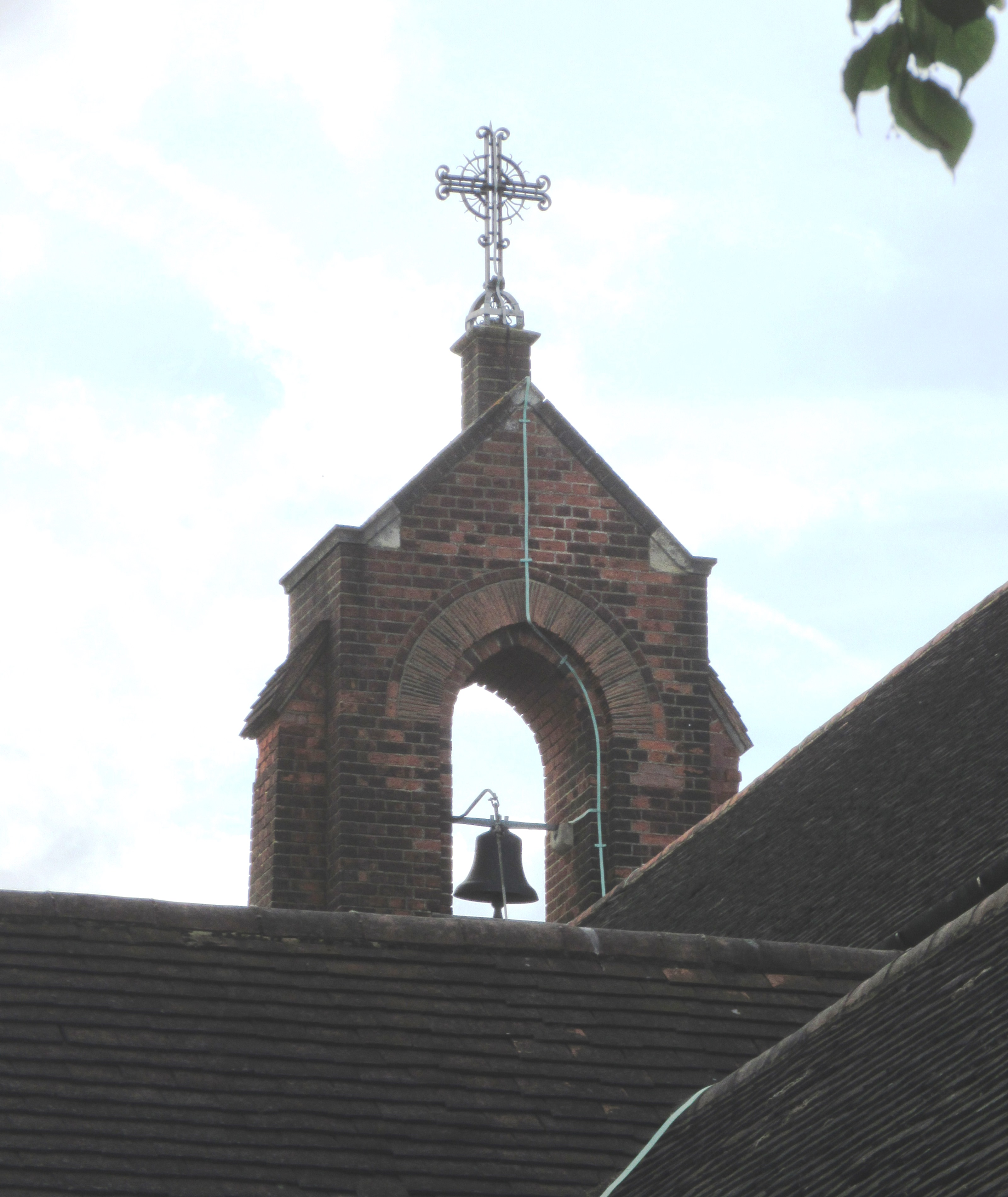
Église Sainte-Marie-de-Béthanie, Mount Hermon Road à Woking.
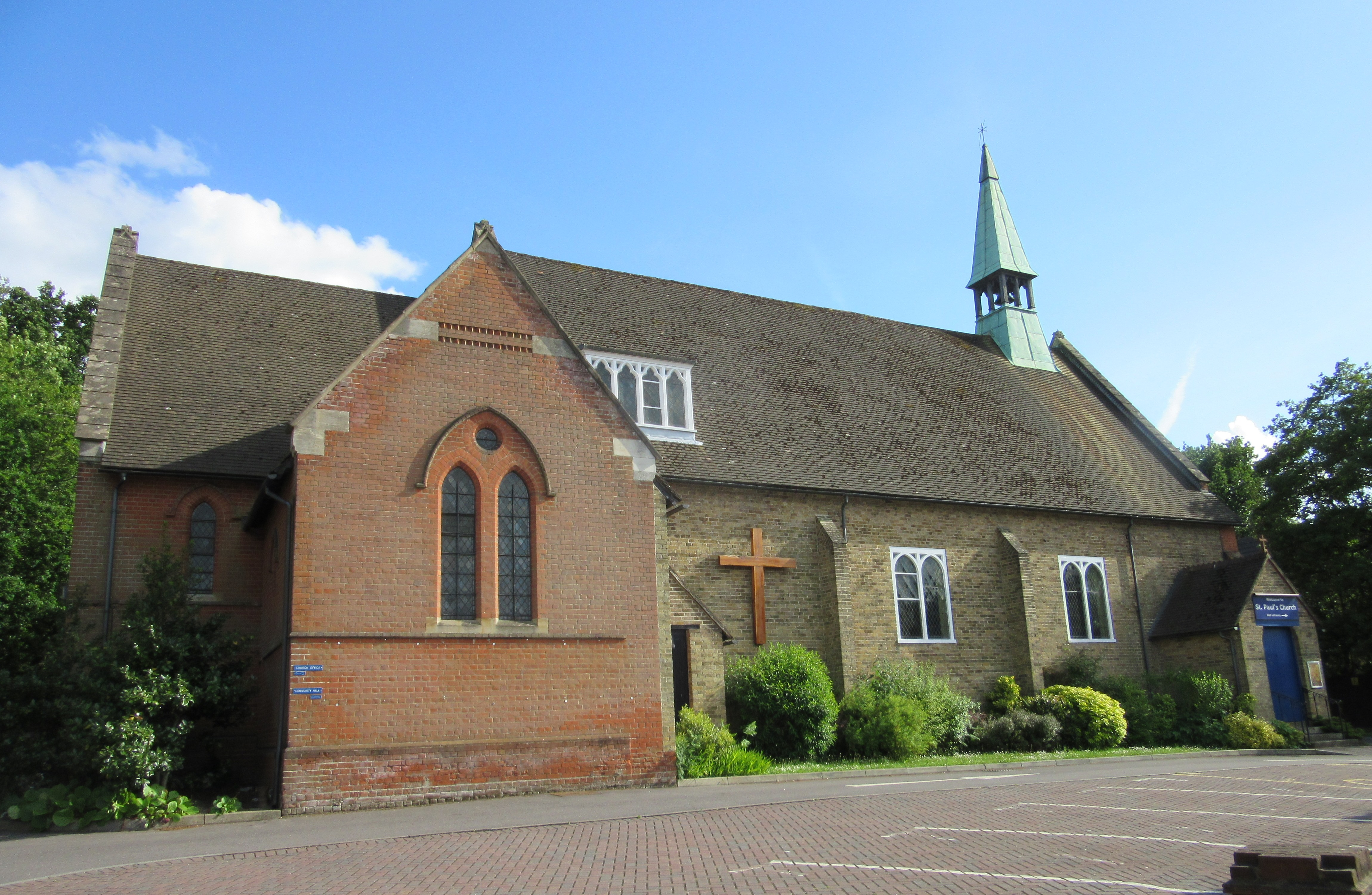
Église Saint-Paul, Oriental Road, à Woking.
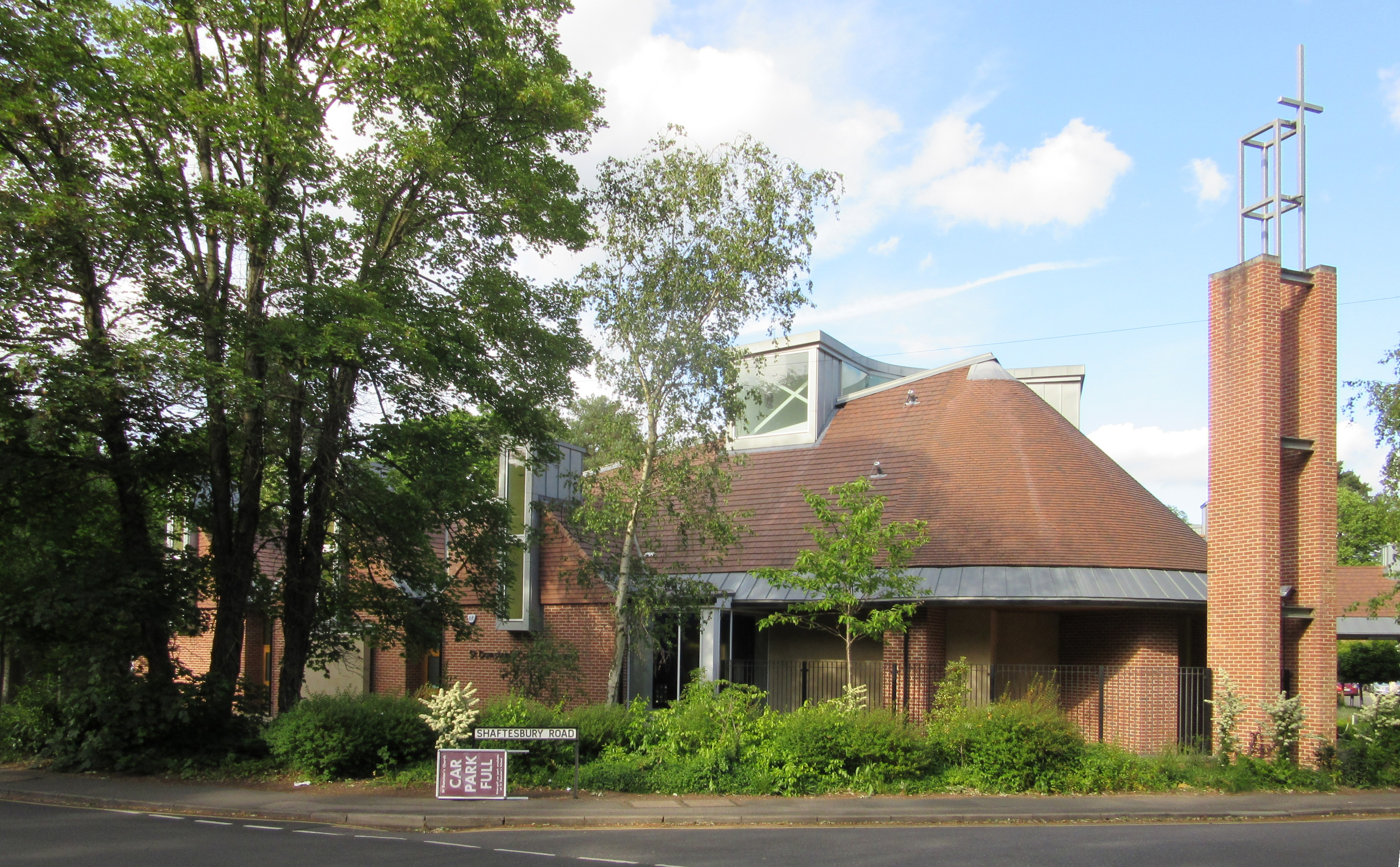
Église Catholique Saint-Dunstan, Shaftesbury Road à Woking.
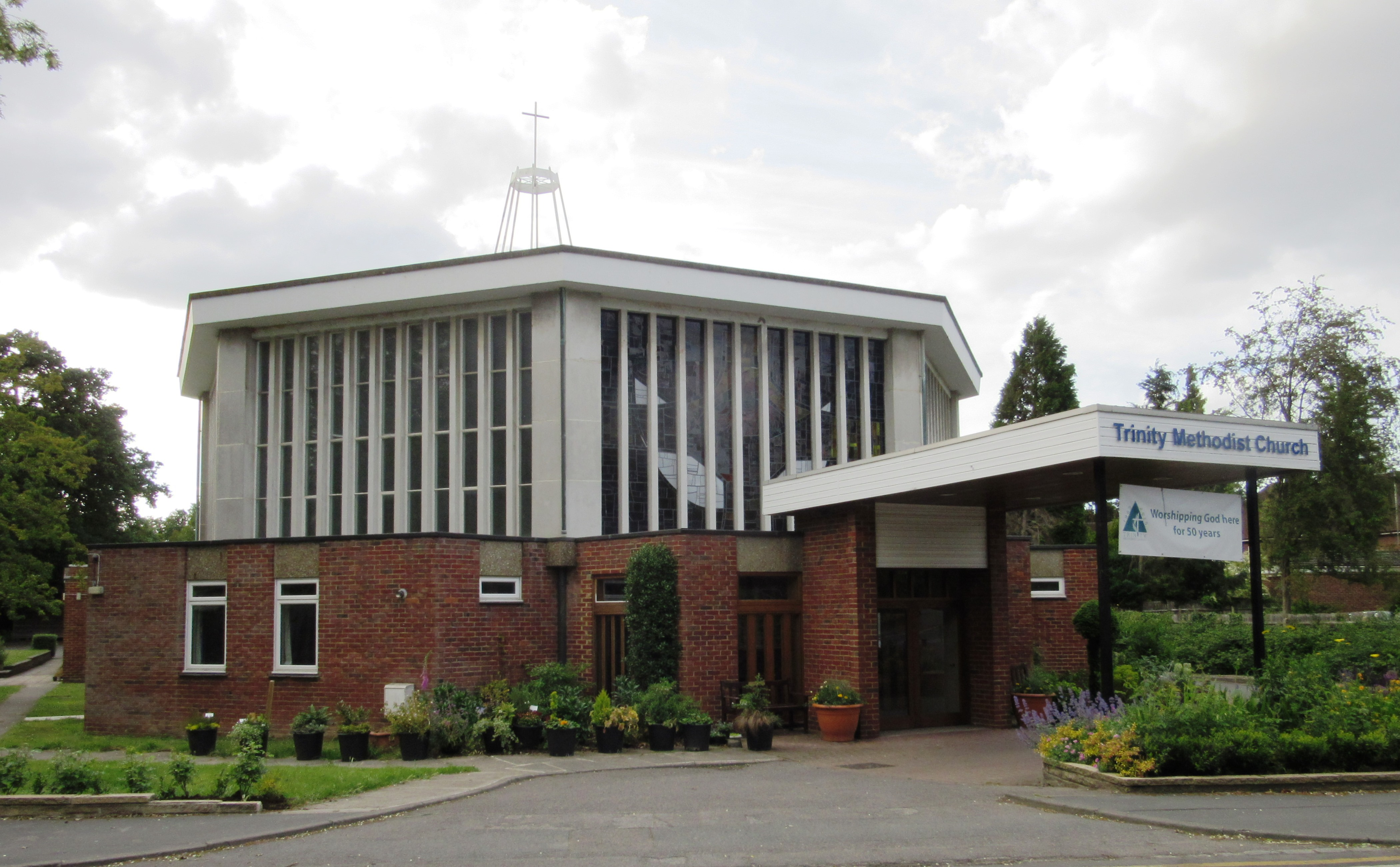
Église Méthodiste de la Trinité, Brewery Road, à Woking.
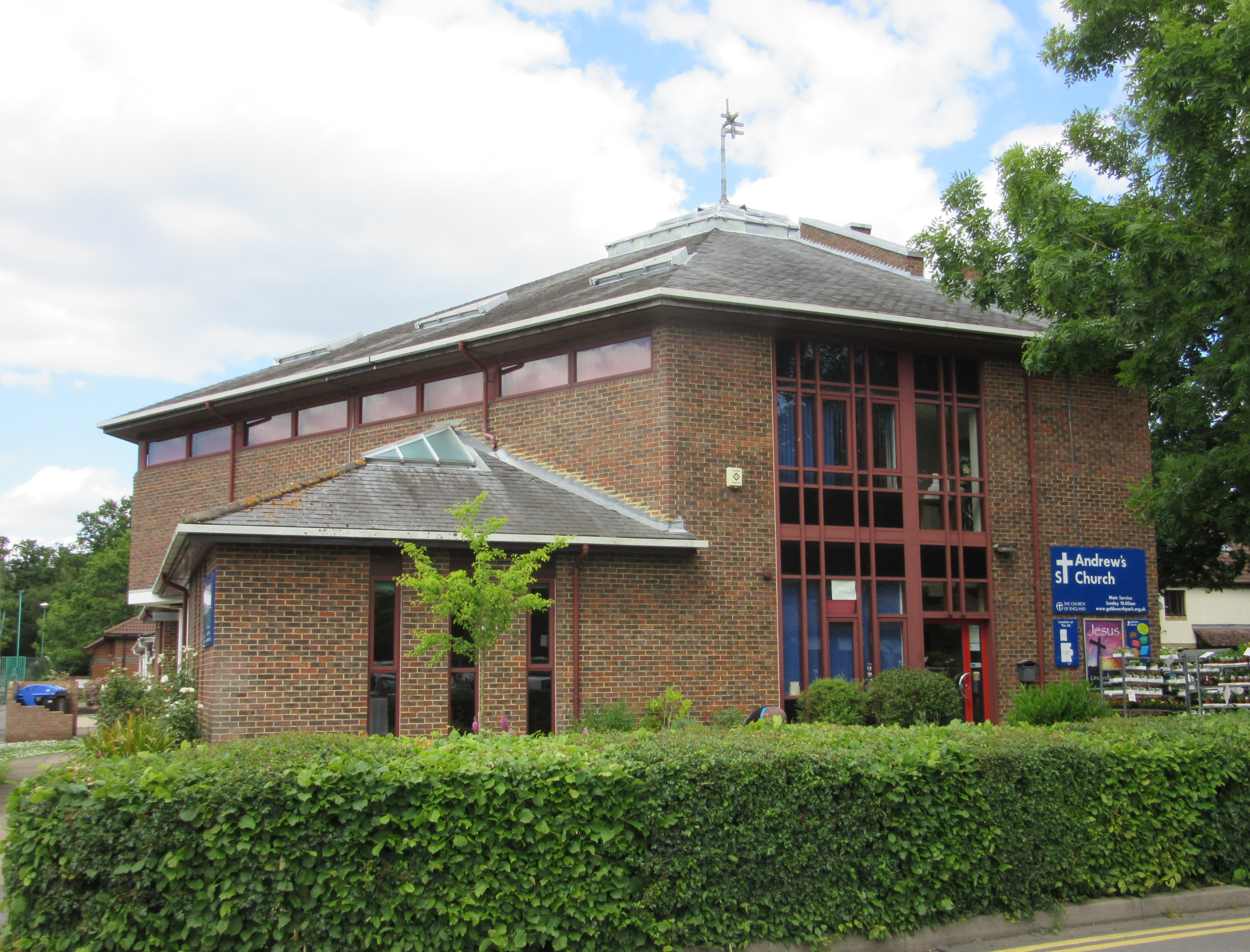
Église Saint Andrew's, Goldsworth Park, à Woking.
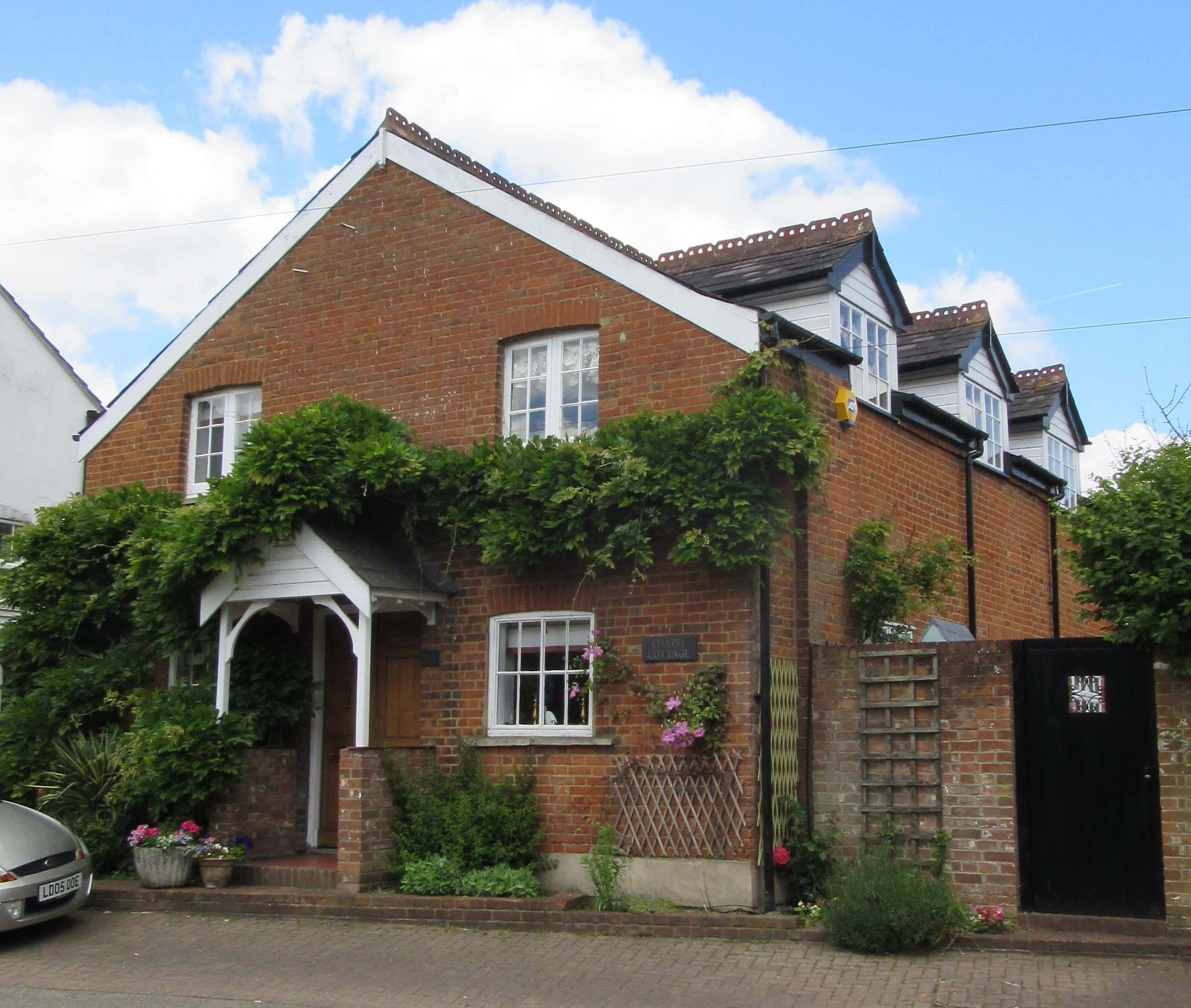
Ancienne chapelle Baptiste sur Westfield Road. C'est aujourd'hui une simple maison pittoresque.
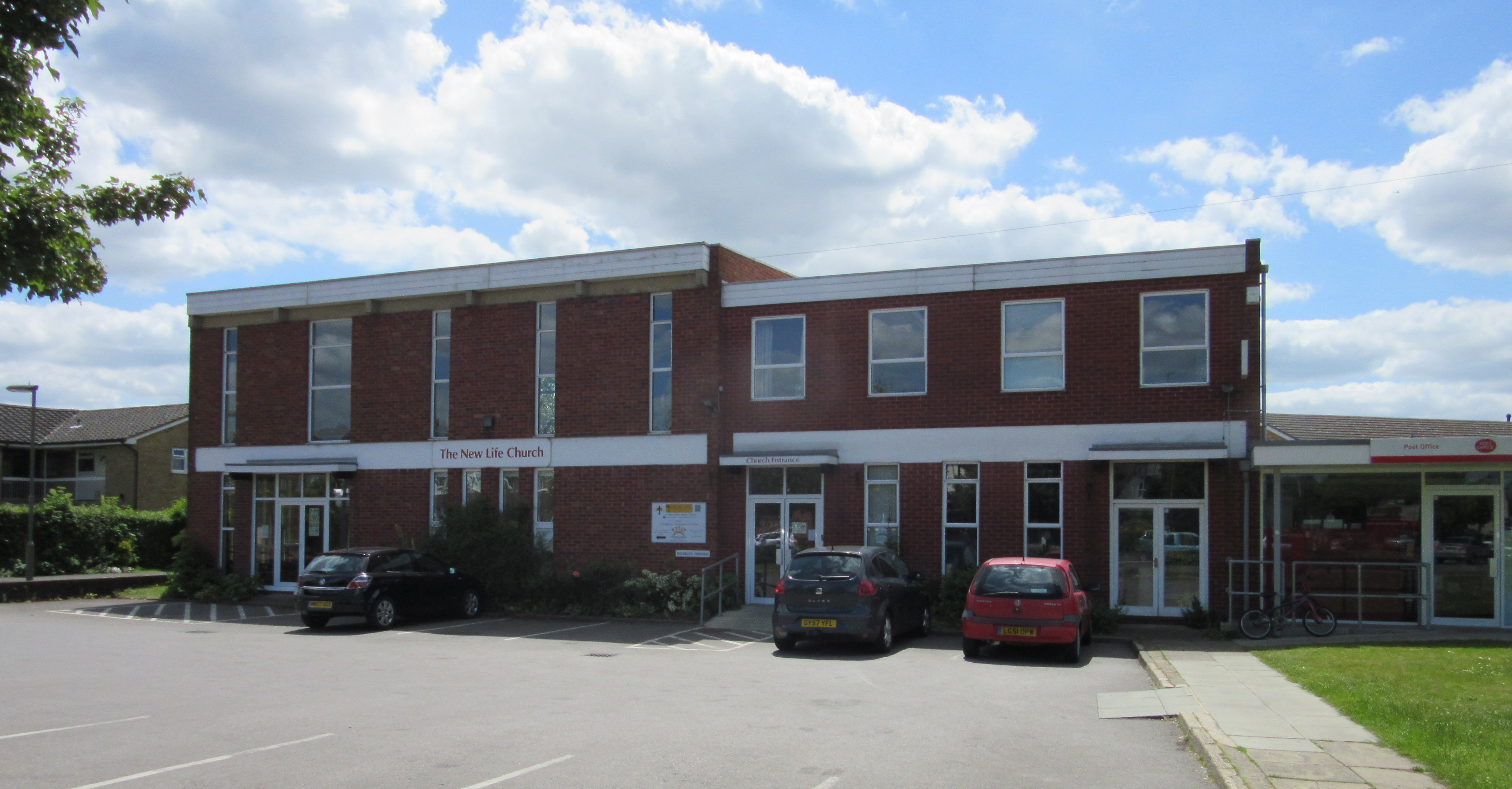
Église baptiste Nouvelle vie, High Street, dans le vieux Woking.
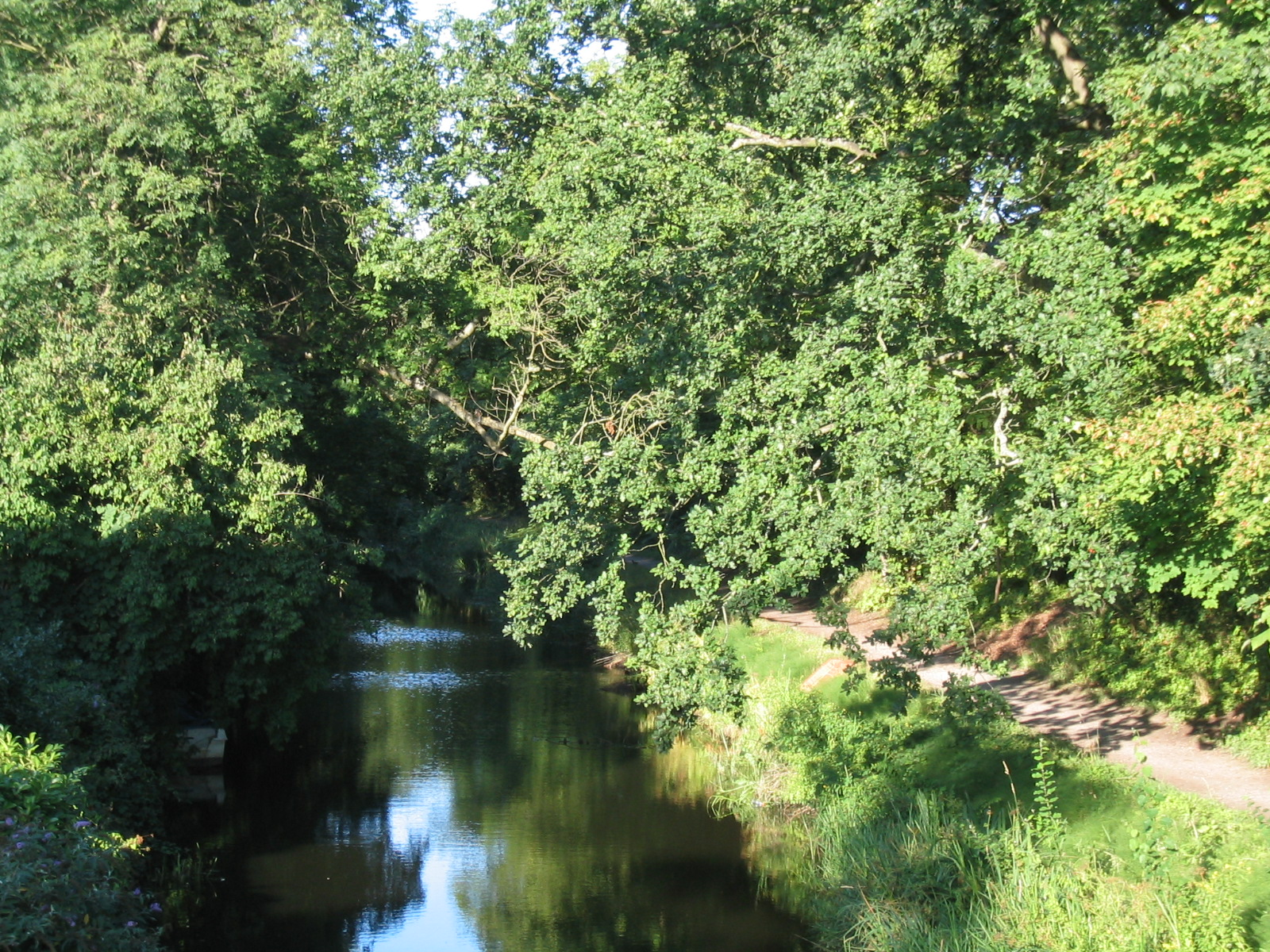
Basingstoke Canal Canal historique qui profite d'une zone de conservation.
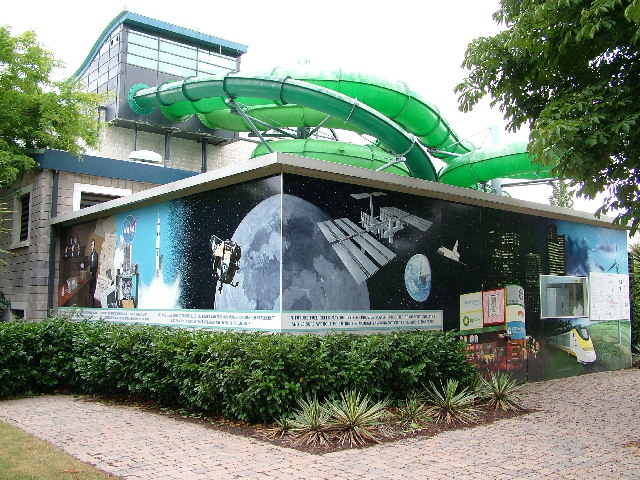
La piscine municipale de Woking, première expérience anglaise de pile à combustible fonctionnant en cogénération (chaleur + électricité pour l'éclairage).
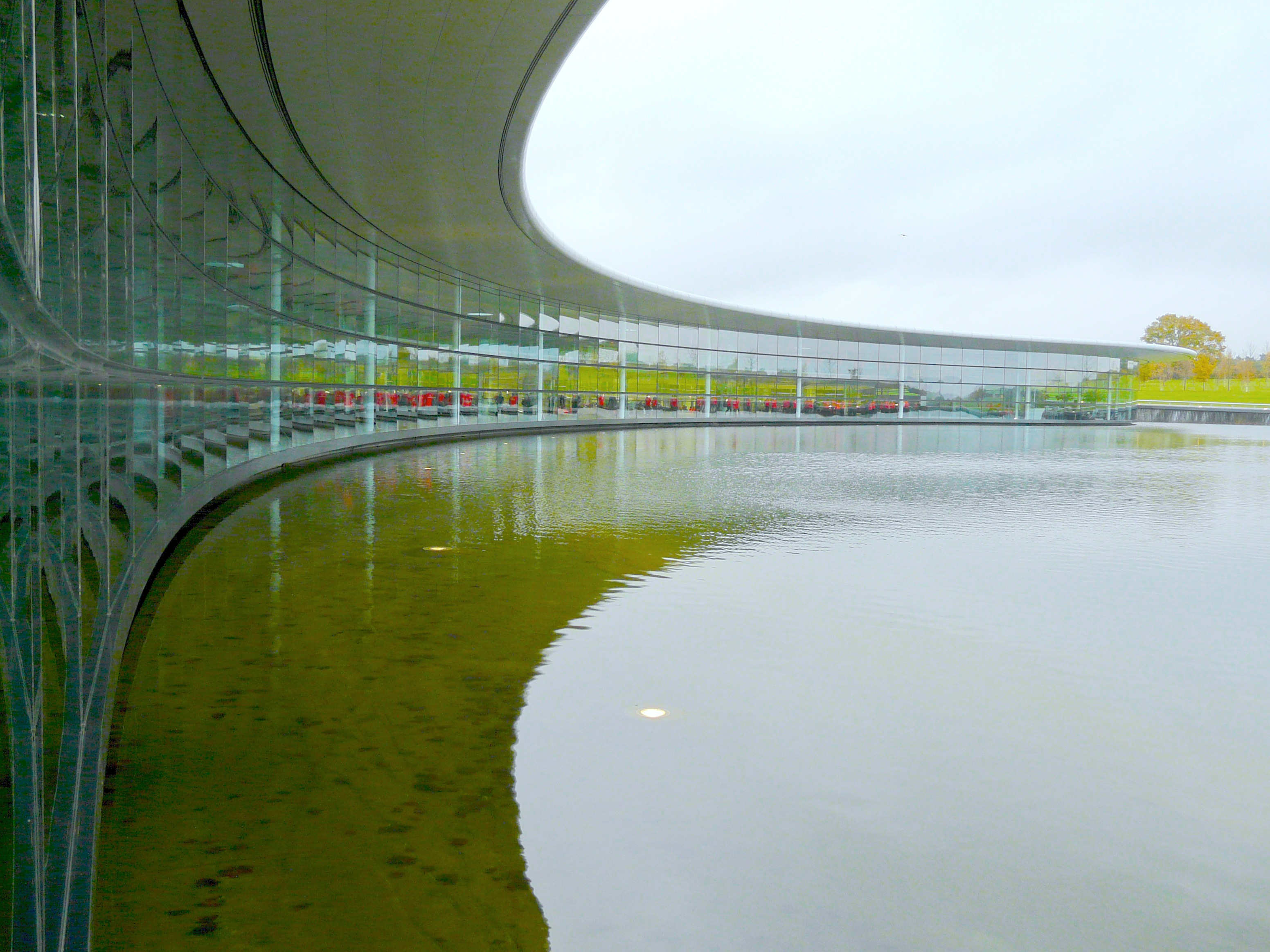
Le McLaren Technology Centre.